# Elasmotena
Elasmotena is een kevergeslacht uit de familie van de boktorren (Cerambycidae). De wetenschappelijke naam van het geslacht werd voor het eerst geldig gepubliceerd in 1945 door McKeown.

## Soorten
Elasmotena is monotypisch en omvat slechts de volgende soort:
- Elasmotena insulana (Olliff, 1890)